# Mark Fitzpatrick
Mark Fitzpatrick, född 13 november 1968, är en kanadensisk före detta professionell ishockeymålvakt som tillbringade tolv säsonger i den nordamerikanska ishockeyligan National Hockey League (NHL), där han spelade för Los Angeles Kings, New York Islanders, Florida Panthers, Tampa Bay Lightning, Chicago Blackhawks och Carolina Hurricanes. Han släppte in i genomsnitt 3,12 mål per match och höll nollan (inte släppt in ett mål under en match) åtta gång på 329 grundspelsmatcher. Fitzpatrick spelade också för New Haven Nighthawks och Capital District Islanders i American Hockey League (AHL); Fort Wayne Komets, Cincinnati Cyclones och Detroit Vipers i International Hockey League (IHL) och Medicine Hat Tigers i Western Hockey League (WHL).
Han draftades av Los Angeles Kings i andra rundan i 1987 års draft som 27:e spelare totalt.